# Układ monachijski

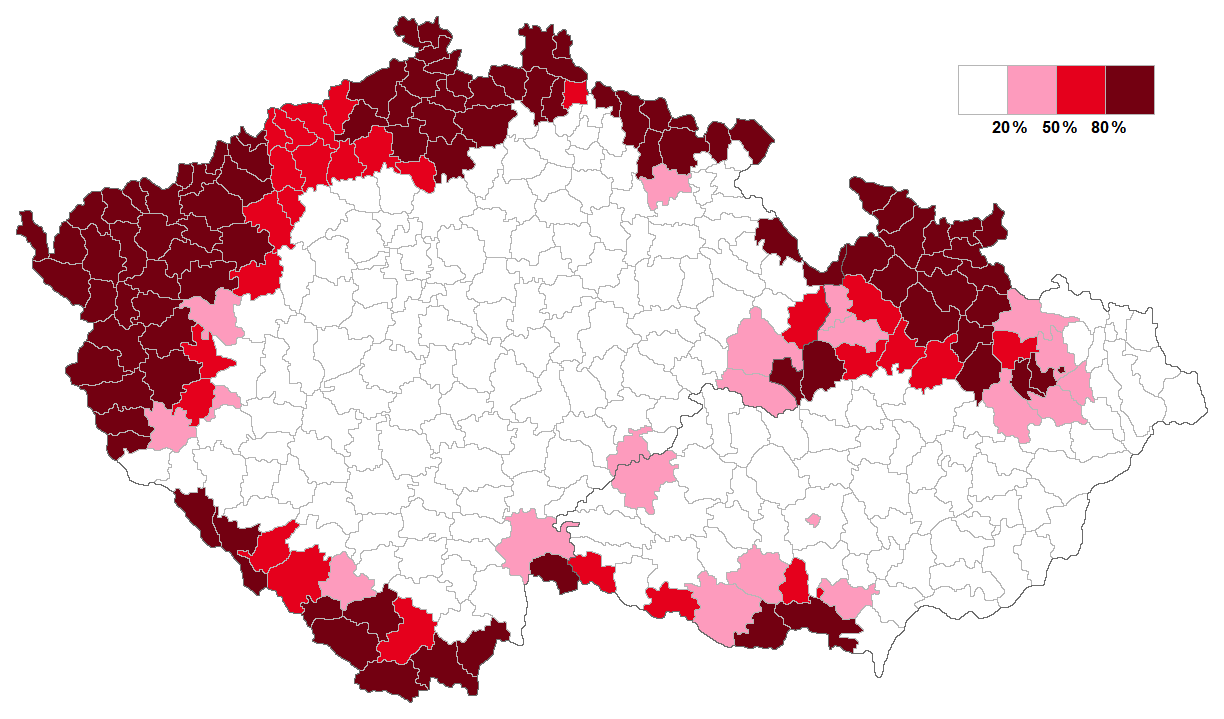
Mniejszość niemiecka w Czechach według spisu powszechnego 1930

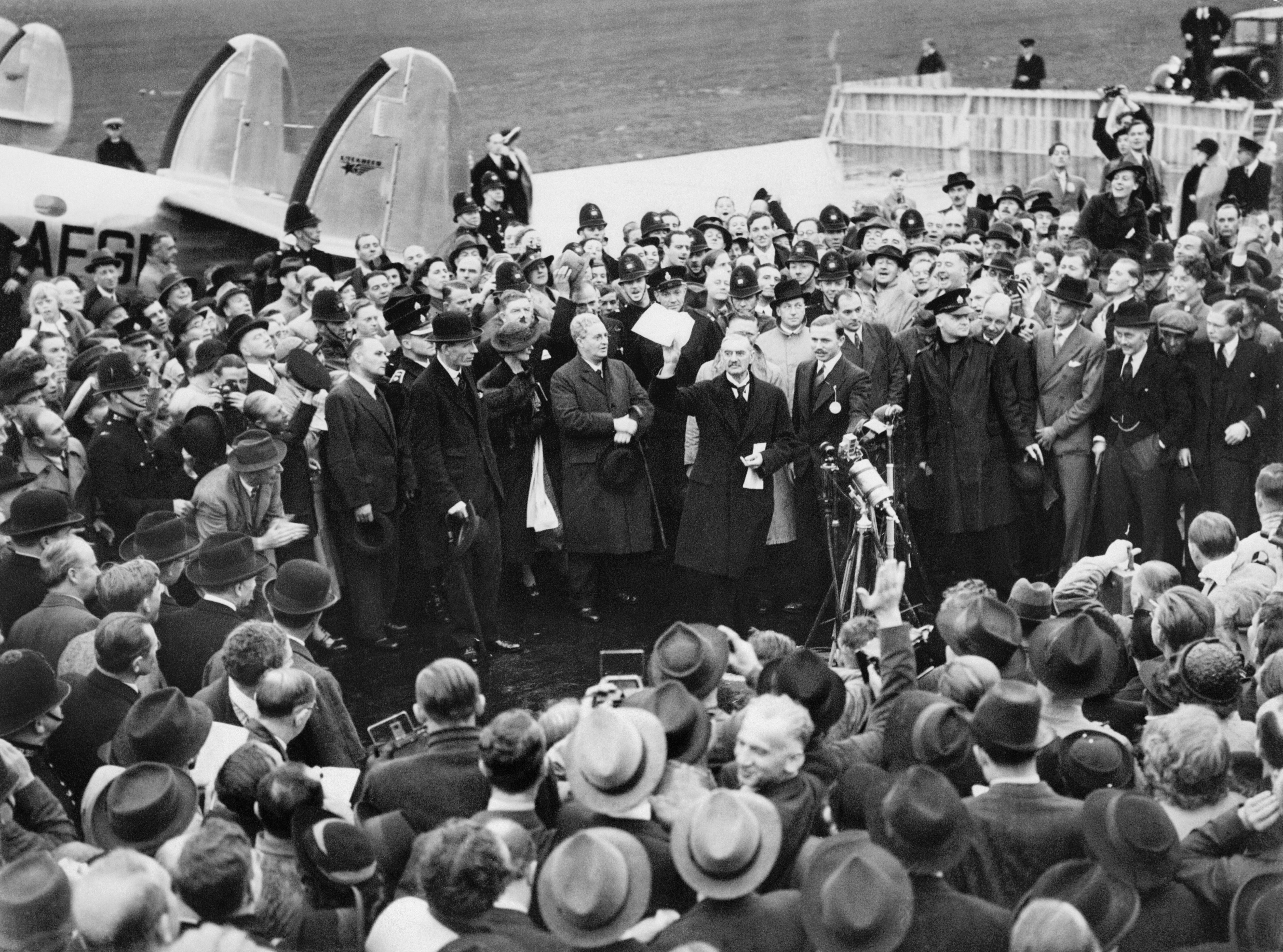
Neville Chamberlain na lotnisku Heston po powrocie z Monachium, 30 września 1938

Układ monachijski (dyktat monachijski) – porozumienie zawarte podczas konferencji w Monachium w dniach 29–30 września 1938 dotyczące przyłączenia części terytoriów Czechosłowacji do Rzeszy Niemieckiej. Został zawarty pomiędzy Niemcami, Włochami, Wielką Brytanią i Francją, przy nieobecności Czechosłowacji, pomimo że jej terytorium państwowe i suwerenność nad nim były przedmiotem konferencji.

## Przyczyny zwołania konferencji
Konferencja dotyczyła sprawy Niemców sudeckich, którzy od zakończenia I wojny światowej mieszkali na obszarze nowo utworzonej Pierwszej Republiki Czechosłowackiej. W 1921 r. mieszkało tam 3 218 000 Niemców, którzy stanowili 23,6% ludności państwa. W 1930 r. na terenie Czechosłowacji mieszkało 3 231 688 Niemców. Ich odsetek spadł do 22,3% ludności państwa.
Kraj Sudetów, obszar pogranicza ciągnącego się wzdłuż granic z Niemcami i Federalnym Państwem Austriackim, zamieszkany był w 85% przez ludność niemiecką, a równocześnie stanowił 40% potencjału ekonomicznego Czechosłowacji i – ze względu na ukształtowanie powierzchni oraz istniejące umocnienia – był dogodną linią obrony tego kraju w razie niemieckiej agresji. Przywódca Partii Sudeckoniemieckiej Konrad Henlein domagał się w imieniu Sudetoniemców przyłączenia Kraju Sudetów do Rzeszy Niemieckiej.
Wódz i kanclerz Niemiec Adolf Hitler prowadził politykę ekspansji terytorialnej. Pozostałe mocarstwa zachodnioeuropejskie – Francja i Wielka Brytania – preferowały politykę ustępstw wobec Hitlera, aby przede wszystkim nie dopuścić do wybuchu nowej wojny. Ponadto do tej pory uważały, że o wiele większym zagrożeniem dla zachodniej Europy był sowiecki komunizm, dlatego wolały nie osłabiać Niemiec, ponieważ w ich pojęciu jedynie one mogły być zaporą przed ZSRR.
Dla Adolfa Hitlera Kraj Sudetów stał się kolejnym polem walki o niemiecki Lebensraum po włączeniu Austrii do III Rzeszy, dokonanym w marcu 1938 r. Pogranicze stało się punktem zapalnym, grożącym wybuchem kolejnej wojny o trudnych do przewidzenia rozmiarach, a Liga Narodów w takich sytuacjach nie sprawdzała się. Zwołując konferencję państwa zachodnie liczyły na pokojowe zażegnanie sporu, Niemcy zaś na prawne usankcjonowanie aneksji. III Rzesza powoływała się na zasadę samostanowienia narodów, która była podstawą rozstrzygnięć traktatów pokojowych 1919–1920 i żądała zastosowania tej zasady w odniesieniu do Niemców sudeckich poprzez plebiscyt terytorialny. Była to strategia niezręczna dla mocarstw zachodnich, wobec pacyfistycznego stanowiska opinii publicznej Wielkiej Brytanii i Francji.
Czechosłowacja była związana sojuszem z Francją (traktat w Locarno) i ZSRR, jednak Hitler był gotów najechać Czechosłowację. Uważał, że Brytyjczycy nie będą chcieli zaangażować się w nową wojnę po rzezi I wojny światowej, natomiast Francuzi nie staną do walki bez Wielkiej Brytanii. Hitler czytał raporty z sierpnia i września, z niemieckiej ambasady w Moskwie, z których nie wynikało, by ZSRR przygotowywał się do wojny, a jeśli wykazywał jakąś aktywność wzdłuż swojej zachodniej granicy, to była ona skierowana przeciwko Polsce.
Mocarstwa zachodnie zaleciły Czechosłowacji przeprowadzenie mobilizacji powszechnej 23 września 1938, jednak w następnych dniach przywódcy Wielkiej Brytanii i Francji zmienili zdanie.

## Konferencja i jej postanowienia

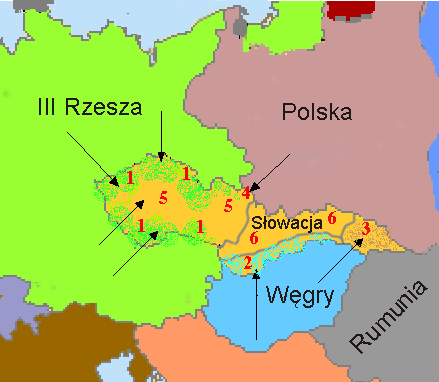
Rozbiór Czechosłowacji:
1 – zajęty przez Rzeszę Kraj Sudetów
2 – tereny zajęte przez Węgry
3 – Ukraina Karpacka (nadana autonomia, później węgierska)
4 – Zaolzie zajęte przez II RP
5 – późniejszy Protektorat Czech i Moraw
6 – późniejsza Słowacja

30 września 1938, z datą 29 września 1938, szefowie rządów Neville Chamberlain (Wielka Brytania), Édouard Daladier (Francja), Adolf Hitler (Niemcy) i Benito Mussolini (Włochy) podpisali układ.
Oderwanie obszarów od Czechosłowacji rozłożono na okres od 1 do 10 października 1938. Ostateczne ustalenie nowej granicy niemiecko-czechosłowackiej miało być zadaniem dla specjalnej komisji złożonej z przedstawicieli mocarstw oraz Czechosłowacji. Najpóźniej do końca listopada w pewnych okręgach według uznania komisji miał zostać przeprowadzony plebiscyt. Zachód powiadomił Pragę, by wysłała delegata do Monachium. Jego rola sprowadzała się do zapoznania się z wręczonym mu przez Chamberlaina tekstem postanowień i złożenia podpisu. W Paryżu i Londynie doszło do wybuchu radości z ogólnego przekonania o zażegnaniu groźby wojny.
Polski i Węgier nie dopuszczono do przedstawienia swoich roszczeń. Układ monachijski zapowiadał tylko rozpatrzenie postulatów tych państw w przyszłości. Polska nie zgadzała się na arbitralne regulowanie sporów międzynarodowych bez jej udziału, a zwłaszcza pozostawienie losów Zaolzia w rękach i decyzjach kanclerza Niemiec A. Hitlera. 30 września skierowała więc w stronę rządu czechosłowackiego ultimatum, w którym znalazło się  m.in. żądanie o "natychmiastową ewakuację wojska i policji" z terytorium objętego sporem, który pokojowo zająć miało Wojsko Polskie. Rząd Polski uważał, że Zaolzie to ziemie, które powinny należeć do Polski. Rząd nie zgadzał się także na dyktat czterech mocarstw w tej sprawie, a zwłaszcza decyzja ta miała przeciwdziałać sytuacji, w której Zaolzie stałoby się kartą przetargową w rękach Hitlera (o spełnieniu lub nie polskich roszczeń de facto decydowałyby Niemcy). 2 października 1938 Zaolzie zostało włączone do Polski. Odzyskanie przez Polskę etnicznie polskich ziem Śląska Cieszyńskiego było wówczas i pozostaje nadal uznawane za przyłączenie się do polityki roszczeń terytorialnych III Rzeszy, pomimo że było konsekwencją cesji terytorialnych Czechosłowacji wobec Niemiec, przyjętych przez rząd Czechosłowacji i zaakceptowanych przez mocarstwa zachodnie na konferencji monachijskiej. Przeciwko wykorzystaniu Monachium do odzyskania Zaolzia wśród członków Rządu RP był tylko wicepremier Eugeniusz Kwiatkowski. Doszło następnie również do cesji części terytorium Słowacji na rzecz Węgier na mocy pierwszego arbitrażu wiedeńskiego w listopadzie 1938 roku.

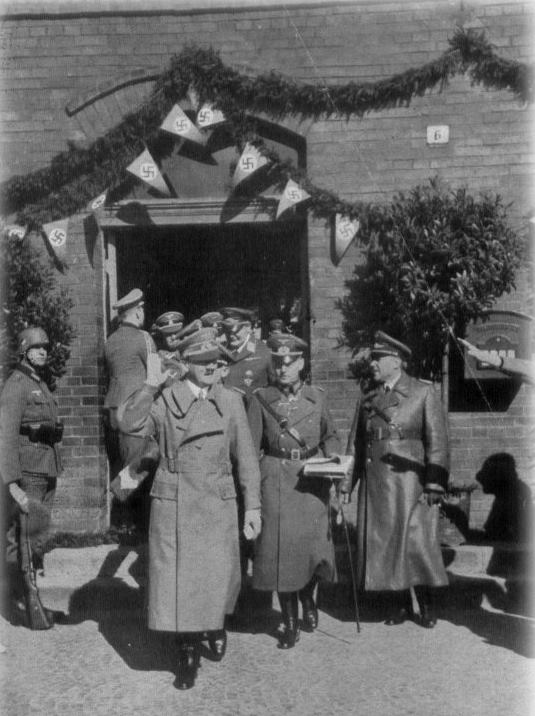
Hitler w Prudniku podczas wizytacji zdobytych terenów

W wyniku układu monachijskiego przyłączono do III Rzeszy 28 943 km² wykrojone z Czech, Moraw i Śląska, co stanowiło niemal 40% ich powierzchni. Zamieszkiwało tam 2 819 000 Niemców i 727 000 Czechów. Na terenie Czechosłowacji pozostało ok. 360 000 Niemców, z tego 156 000 na Słowacji i Rusi Zakarpackiej, 189 000 na obszarze wysp językowych wokół Igławy, Brna i Ołomuńca i 13 000 żyjących w rozproszeniu. Niemcom tym III Rzesza zakazała korzystania z prawa opcji. Granicę czechosłowacko-niemiecką III Rzesza wytyczyła arbitralnie i z tego względu Hitler zrezygnował z przeprowadzenia plebiscytu. Konsekwencją układu monachijskiego było powstanie federacyjnej Czecho-Słowacji. 7 października 1938 Hitler przeprowadził wizytację zdobytych terenów. Przyjechał pociągiem do położonego tuż przy dawnej granicy czechosłowackiej Prudnika, następnie odwiedził Město Albrechtice, Karniów, Bruntál i Zlaté Hory.
Rządy brytyjski i francuski, milcząco przyznając sprzeczność z prawem międzynarodowym swej zgody na aneksję Kraju Sudetów, zaniechały – wbrew warunkom stawianym przez traktat wersalski w art. 18 – rejestracji układu w Sekretariacie Ligi Narodów, co oznaczało, iż de iure nie nabrał on mocy. Przed upływem 6 miesięcy od podpisania układu Hitler (wbrew oświadczeniu jakoby wszystkie roszczenia Rzeszy zostały zaspokojone) demonstracyjnie złamał go przeprowadzając w połowie marca 1939 okupację reszty Czecho-Słowacji, tworząc Protektorat Czech i Moraw i formalnie suwerenną, a de facto wasalną Słowację. Posunięcie to, wraz z przyłączeniem Kłajpedy (koniec marca 1939), zmusiło Londyn do spóźnionego  porzucenia polityki ustępstw i ogłoszenia gwarancji dla Polski i innych krajów w razie zaatakowania ich przez Rzeszę.
Po 1945 r. układ monachijski został uznany przez państwa koalicji antyhitlerowskiej i NRD za nielegalny. Również Układ CSRS-RFN z 1973 r. uznał go za nieważny z powodu zawarcia pod groźbą użycia siły.